# 1000-km-Rennen auf dem Nürburgring 1976

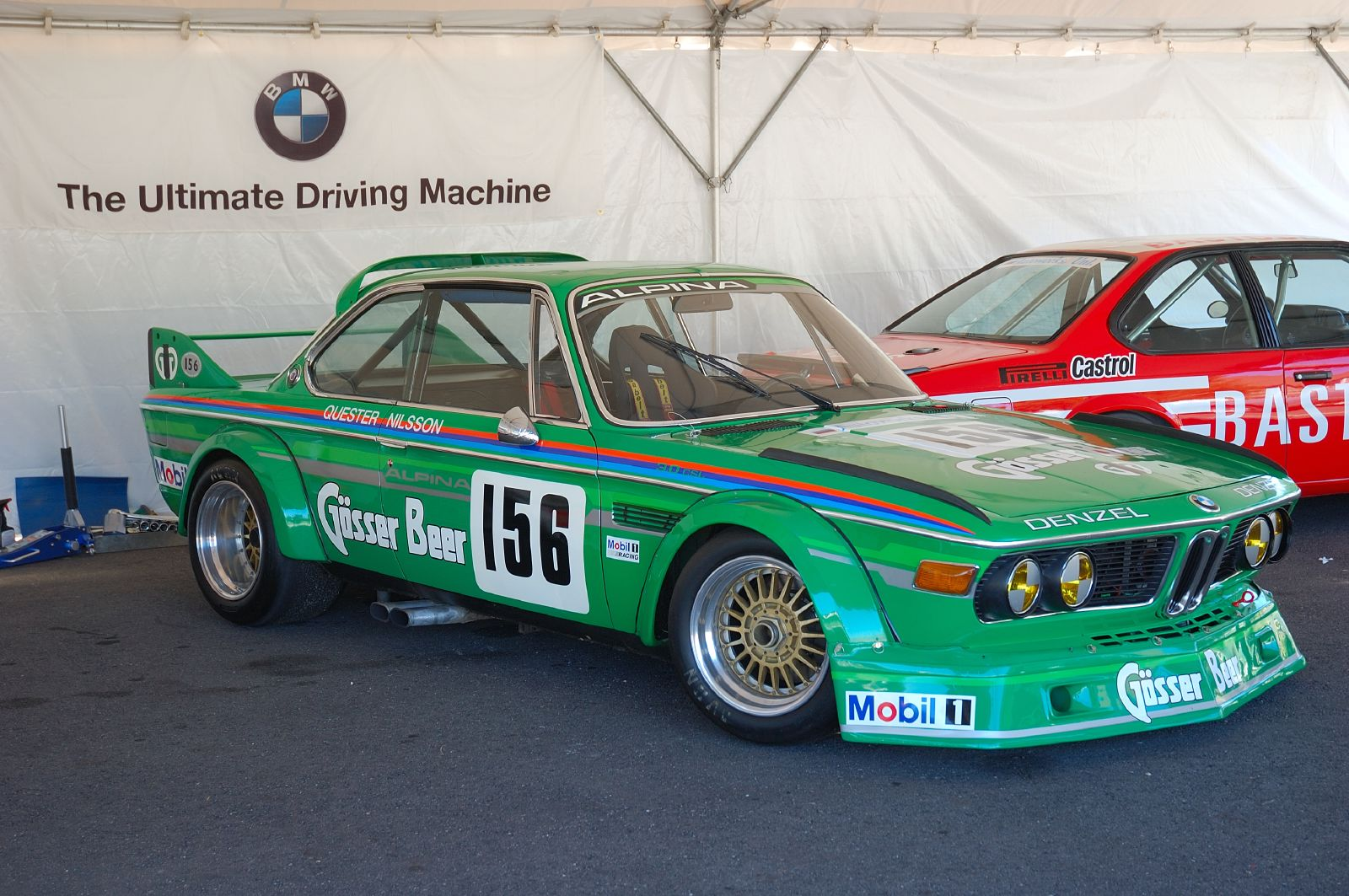
Das Siegerwagenmodell; BMW 3.5 CSL

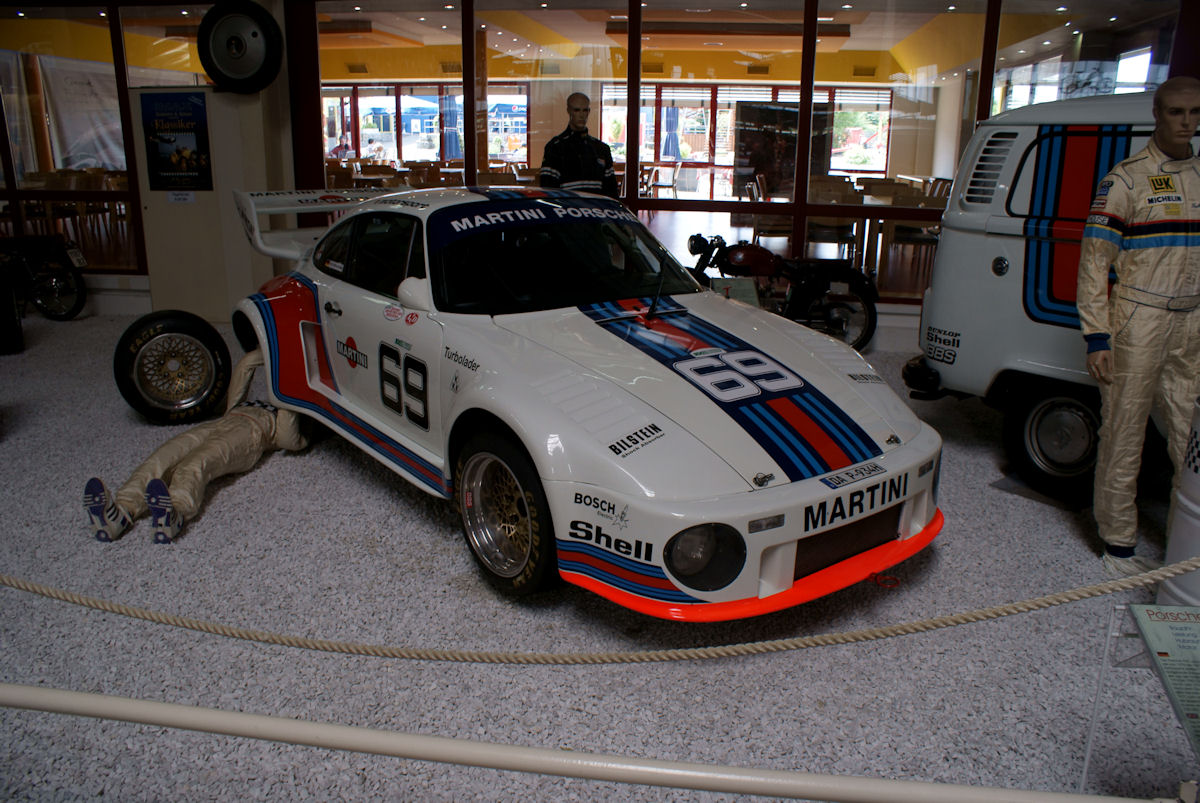
Porsche 935, hier mit der Lackierung der Werkswagen. Manfred Schurti und Rolf Stommelen wurde nach der Inanspruchnahme fremder Hilfe im Rennen disqualifiziert

Das 22. 1000-km-Rennen auf dem Nürburgring, auch Int. XXII ADAC-1000-km-Rennen, Nürburgring Nordschleife, fand am 30. Mai 1976 auf der Nordschleife des Nürburgrings statt und war der siebte Wertungslauf der Sportwagen-Weltmeisterschaft dieses Jahres.

## Vor dem Rennen
Zum 22. Mal seit 1953 traf sich die Elite des Sportwagensports auf dem Nürburgring, um beim 1000-km-Rennen zu starten. Seit Jahren war die Nordschleife als zu gefährlich für den aktuellen Motorsport in der Kritik. Am heftigsten wurde innerhalb der Formel-1-Welt über die mangelnden Sicherheitseinrichtungen an der Strecke diskutiert. Wenige Wochen nach dem 1000-km-Rennen endete die lange Geschichte der Formel-1-Rennen auf der Nordschleife. Den letzten Anstoß dazu gab der schwere Unfall von Niki Lauda beim Großen Preis von Deutschland.
Vor dem Rennen kam, vor allem von Fachjournalisten geäußert, Kritik am neuen Gruppe-5-Reglement der FIA auf. Die Gruppe-Produktionswagen ähnelten zu stark den Tourenwagen, die auf der Nordschleife das 6-Stunden-Rennen der Tourenwagen-Europameisterschaft bestritten. Dieses Rennen wurde Anfang Juli gefahren und endete mit dem Gesamtsieg von Hughes de Fierlant, Gunnar Nilsson und Claude de Wael im belgischen Luigi-Racing-BMW 3.0 CSL. Man vermisste den Auftritt der Sportwagen. Die Sportwagen der neuen Gruppe 6 waren auch am Nürburgring zugegen, allerdings in einer separaten Veranstaltung, die im Mai als 300-km-Rennen ausgetragen und mit dem von Reinhold Joest im Porsche 908/03 gewonnen wurde.
Das insgesamt schwindende Interesse am Sportwagensport wurde auch durch das Fehlen aktueller Formel-1-Piloten begünstigt. Die wenigen Fahrer aus dieser Monopostoserie, die wie Jacky Ickx und Jochen Mass noch Formel-1- und Sportwagenrennen parallel bestritten, konnten nicht starten, weil am selben Wochenende der Große Preis von Monaco stattfand. Zum ersten Mal in der Geschichte der Sportwagen-Weltmeisterschaft kollidierte das 1000-km-Rennen mit einem Formel-1-Weltmeisterschaftslauf.

## Das Rennen
Wie bei den Gruppe-5-Rennen davor gab es auch am Nürburgring einen Zweikampf zwischen Porsche und BMW. Die beiden Marken stellten das Gros der Starter. Den einzigen Werks-Porsche 935 steuerten Rolf Stommelen und der neue Werksfahrer Manfred Schurti. Porsche hatte das neue Reglement weit ausgelegt und den 935 mit einer neuen flachen Frontpartie versehen und den Heckflügel modifiziert. Damit wich der Wagen stark von der Straßenversion des Porsche 911 ab. BMW verzichtete auf den Einsatz des Werkswagens 3.0 CSL Turbo. Dazu der BMW-Motorsportdirektor Jochen Neerpasch: Wir sind auf dem Nürburgring Tests gefahren und haben dabei festgestellt, dass unsere Kraftübertragungsaggregate der fast verdoppelten Leistung nicht mehr gewachsen sind. Das macht sich auf einem Kurs wie dem Nürburgring wesentlich schneller und ausgeprägter bemerkbar als auf irgendeiner anderen Rennstrecke. So gerne wie hier gefahren wären, so verständlich sollte es aber auch sein, dass wir nicht in einem Rennen mit einem Werkswagen an den Start gehen können mit der absoluten Gewissheit, bereits nach einer halben Stunde auszufallen.
Das Training dominierten die Porsche-Rennwagen. Bester im Qualifikationstraining war Manfred Schurti im Werks-935, mit einer für ein Silhouettefahrzeug sehr schnellen Rundenzeit von 7:37,700 Minuten. Dahinter platzierten sich der Kremer-Porsche von Bob Wollek und Hans Heyer und die beiden 934/5 von Gijs van Lennep/Hartwig Bertrams und Toine Hezemans/Tim Schenken.
Zu Beginn des Rennens führten die Porsche-Wagen, die aber wegen des höheren Treibstoffverbrauchs schon in der achten Runde zum ersten Nachtanken an die Boxen kamen. In den Runden danach fielen die beiden führenden Wagen aus. Schurti stoppte mit einer defekten Verteilerkappe am Streckenabschnitt Flugplatz. Da es nach eingehender Funkkommunikation zu keiner Problemlösung kam, schickte die Porsche-Rennleitung einen Mechaniker mit Ersatzteilen zum Fahrzeug, um den Schaden zu beheben. Schurti konnte danach wieder ins Rennen gehen. Wegen der Inanspruchnahme fremder Hilfe wurde der Wagen von der Rennleitung jedoch umgehend disqualifiziert. Per Disqualifikation aus dem Rennen genommen wurde auch der Porsche von Hans Heyer. Er hatte nach einem Schaden an der Halbwelle ebenfalls fremde Hilfe in Anspruch genommen.
Nach Zweidrittel-Renndistanz führten drei BMW, die im Rennen schnellere Rundenzeiten fahren konnten als die Porsche. Technische Probleme dezimierten aber auch bei BMW die Spitzenfahrzeuge. Erst fiel der an der zweiten Stelle fahrende 3,5 CSL mit Hughes de Fierlandt am Steuer im Karussell mit einem Aufhängungsschaden aus. Dann stoppte drei Runden vor Schluss den Führenden John Fitzpatrick im Wagen mit der Nummer 8 bei Hatzenbach ein Motorschaden. Am Ende siegten Albrecht Krebs und Dieter Quester im Schnitzer-BMW mit deutlichem Vorsprung auf den besten Porsche, gefahren von Toine Hezemans und Tim Schenken.

## Ergebnisse

### Schlussklassement
| 1                  | Gr. 5 + 3.0 | 7  | Memphis Team International BMW Schnitzer | Albrecht Krebs Dieter Quester                                              | BMW 3.5 CSL             | 47 |
| 2                  | Gr. 5 + 3.0 | 6  | Gelo Racing Team                         | Toine Hezemans Tim Schenken                                                | Porsche 934/5           | 47 |
| 3                  | GT + 3.0    | 25 | Jägermeister Max Moritz Team             | Helmut Kelleners Reinhardt Stenzel Derek Bell                              | Porsche 934             | 46 |
| 4                  | Gr. 5 + 3.0 | 5  | GVEA                                     | Claude Haldi Markus Hotz                                                   | Porsche 934/5           | 46 |
| 5                  | Gr. 5 + 3.0 | 3  | Kannacher GT Racing                      | Gijs van Lennep Hartwig Bertrams                                           | Porsche 934/5           | 45 |
| 6                  | GT + 3.0    | 26 | Valvoline Deutschland                    | Helmut Bross Eberhard Sindel                                               | Porsche 934             | 44 |
| 7                  | Gr. 5 3.0   | 33 | Jägermeister Max Moritz Team             | Eckhard Schimpf Edgar Dören                                                | Porsche Carrera RSR     | 44 |
| 8                  | Gr. 5 3.0   | 32 | Joseph Brambring                         | Jürgen Neuhaus Jürgen Barth                                                | Porsche Carrera RSR     | 44 |
| 9                  | Gr. 5 3.0   | 35 | Heinzmann-Rennfeuerschutz-Racing-Team    | Herbert Asselborn Karl-Josef Römer                                         | Porsche Carrera RSR     | 44 |
| 10                 | GT + 3.0    | 24 | Jägermeister Max Moritz Team             | Derek Bell Günter Steckkönig Reinhardt Stenzel Helmut Kelleners            | Porsche 934             | 44 |
| 11                 | Gr. 5 + 3.0 | 24 | Hermetite Racing International           | John Fitzpatrick Tom Walkinshaw                                            | BMW 3.5 CSL             | 43 |
| 12                 | T/GT 3.0    | 43 | Scuderia Basilea                         | Peter Zbinden Edi Kofel                                                    | Porsche Carrera RS      | 43 |
| 13                 | Gr. 5 2.0   | 56 | Memphis Team International BMW Schnitzer | Jörg Denzel Norbert Neumann                                                | BMW 2002 TII            | 43 |
| 14                 | T/GT 3.0    | 41 | Heinzmann-Rennfeuerschutz-Racing-Team    | Georg Freiberger Franz Konrad                                              | Porsche Carrera RS      | 42 |
| 15                 | T/GT 3.0    | 44 | Dieter Schornstein                       | Dieter Schornstein Götz von Tschirnhaus                                    | Porsche Carrera RS      | 42 |
| 16                 | GT + 3.0    | 28 | Klaus Drees                              | Klaus Drees Wolfgang Kauwertz                                              | Porsche 934             | 41 |
| 17                 | Gr. 5 + 3.0 | 11 | Scuderia Brescia Corse                   | Girolamo Capra Gabriele Gottifredi Ruggero Parpinelli                      | Porsche 934             | 41 |
| 18                 | T/GT 3.0    | 42 | Anton Fischhaber                         | Anton Fischhaber Klaus Österreich                                          | Porsche Carrera RS      | 40 |
| 19                 | GT + 3.0    | 27 | Automobil-Club 1927 Mayen e. V. im ADAC  | Franz-Josef Rieder Horst Hoier                                             | Porsche 934             | 40 |
| 20                 | T 2.0       | 64 | Valvoline Deutschland Auto-Budde-Racing  | Rainer Zweibäumer Peter Ernst                                              | BMW 2002 TI             | 39 |
| 21                 | Gr. 5 3.0   | 36 | Scuderia Brescia Corse                   | Silvano Frisori Alessandro Moncini                                         | Porsche Carrera RSR     | 39 |
| 22                 | Gr. 5 + 3.0 | 14 | Scuderia Brescia Corse                   | Maurizio Micangeli Carlo Pietromarchi                                      | De Tomaso Pantera       | 38 |
| 23                 | Gr. 5 2.0   | 55 | Alpina-Faltz-Essen                       | Peter Kuhlmann Wolfgang Gunetsreiner                                       | BMW 2002 TI             | 38 |
| 24                 | T 2.0       | 63 | Franz Prentzel                           | Wolfgang Dimmendaal Franz Prentzel                                         | BMW 2002 TI             | 38 |
| 25                 | T/GT 3.0    | 47 | VSA München                              | Kurt Auer Norbert Auer                                                     | Opel Commodore GS/E     | 37 |
| 26                 | T 2.0       | 65 | Team Europa-Möbel                        | Fritz Kossak Josef Stockhausen                                             | BMW 2002 TI             | 37 |
| 27                 | T 2.0       | 70 | Hagen Arlt                               | Klaus Bieler Hagen Arlt                                                    | VW Scirocco             | 34 |
| Disqualifiziert    |             |    |                                          |                                                                            |                         |    |
| 28                 | Gr. 5 + 3.0 | 2  | Vaillant Kremer Team                     | Bob Wollek Hans Heyer                                                      | Porsche 935             | 13 |
| 29                 | Gr. 5 + 3.0 | 1  | Martini Racing Porsche System            | Rolf Stommelen Manfred Schurti                                             | Porsche 935             | 9  |
| Ausgefallen        |             |    |                                          |                                                                            |                         |    |
| 30                 | GT + 3.0    | 23 | Egon Evertz KG Sollingen                 | Lella Lombardi Heinz Martin Egon Evertz                                    | Porsche 934             | 29 |
| 31                 | Gr. 5 + 3.0 | 9  | Alpina-Faltz-Essen                       | Alain Peltier Harald Grohs Hughes de Fierlant                              | BMW 3.5 CSL             | 27 |
| 32                 | Gr. 5 2.0   | 52 | Castrol-Team Zakspeed                    | Martino Finotto Umberto Grano                                              | Ford Escort RS 2000 BDG | 23 |
| 33                 | T/GT 3.0    | 48 | KWS-Autotechnik-Team                     | Helmut Döring Rudolf Dötsch                                                | Ford Capri RS 3000      | 21 |
| 34                 | T 2.0       | 61 | Alpina-Faltz-Essen                       | Peter Ochs Heinz Heinse                                                    | BMW 2002 TI             | 21 |
| 35                 | T 2.0       | 72 | Dipl.-G. Oettinger                       | Manfred Mohr Rüdiger Dahlhäuser                                            | VW Scirocco             | 21 |
| 36                 | T 2.0       | 62 | Dieter Hegels                            | Dieter Hegels Rolf Rummel                                                  | BMW 2002 TI             | 20 |
| 37                 | Gr. 5 + 3.0 | 15 | Graziano Cancian                         | Graziano Cancian Manfred Verkühlen Friedhelm Theissen                      | BMW 3.5 CSL             | 14 |
| 38                 | Gr. 5 3.0   | 34 | Team Västkuststugan Schweden             | Kurt Simonsen Roland Larsson Kenneth Leim                                  | Porsche Carrera RSR     | 13 |
| 39                 | Gr. 5 + 3.0 | 4  | Egon Evertz KG Sollingen                 | Leo Kinnunen Egon Evertz                                                   | Porsche 934/5           | 12 |
| 40                 | T 2.0       | 67 | KWS-Autotechnik-Team                     | Hartmut Bauer Dieter Willke                                                | Ford Escort RS 2000     | 9  |
| 41                 | Gr. 5 2.0   | 51 | Castrol-Team Zakspeed                    | Siegfried Müller junior Klaus Ludwig Peter Hennige Siegfried Müller senior | Ford Escort RS 2000 BDG | 3  |
| 42                 | T/GT 3.0    | 46 | Hahn-Sportwagen GmbH                     | Klaus Utz Dietrich Krumm                                                   | Porsche Carrera RS      | 2  |
| 43                 | Gr. 5 + 3.0 | 10 | NAC Hamburg                              | Manrico Zanuso Richard Leder                                               | Porsche 934             | 1  |
| 44                 | GT + 3.0    | 22 | Tebernum Racing Georg Loos KG            | Clemens Schickentanz Herbert Müller                                        | Porsche 934             | 1  |
| Nicht gestartet    |             |    |                                          |                                                                            |                         |    |
| 45                 | T 2.0       | 71 | Peter Valder                             | Peter Valder                                                               | VW Golf LS              | 1  |
| Nicht qualifiziert |             |    |                                          |                                                                            |                         |    |
| 46                 | T 2.0       | 66 | Automobil-Club 1927 Mayen e. V. im ADAC  | Kurt Hens Jürgen Wirtgen                                                   | BMW 2002 TI             | 2  |
| 47                 | T 2.0       | 68 | Heinz Schaltinat                         | Rudolf Strobl Heinz Schaltinat                                             | Alfa Romeo GTV          | 3  |

1 nicht gestartet
2 nicht qualifiziert
3 nicht qualifiziert

### Nur in der Meldeliste
Hier finden sich Teams, Fahrer und Fahrzeuge, die ursprünglich für das Rennen gemeldet waren, aber nicht daran teilnahmen.
| Pos. | Klasse      | Nr. | Team                           | Fahrer                                            | Chassis             |
| ---- | ----------- | --- | ------------------------------ | ------------------------------------------------- | ------------------- |
| 48   | Gr. 5 + 3.0 | 6   | BMW Motorsport GmbH            | Brian Redman David Hobbs                          | BMW 3.0 CSL Turbo   |
| 49   | Gr. 5 + 3.0 | 12  | Scuderia Brescia Corse         | Silvano Frisori Alessandro Moncini Girolamo Capra | Porsche 934         |
| 50   | GT + 3.0    | 21  | Tebernum Racing Georg Loos KG  | Tim Schenken Toine Hezemans                       | Porsche 934         |
| 51   | Gr. 5 3.0   | 31  | Tebernum Racing Georg Loos KG  | Howden Ganley Herbert Müller                      | Porsche Carrera RSR |
| 52   | T/GT 3.0    | 45  | Automobilclub Bad Honnef e. V. | Matthias Lörper Kurt Beise                        | Porsche Carrera RSR |
| 53   | Gr. 5 2.0   | 53  | Toyota AG Schweiz              | Paul Keller Ove Andersson Walter Frey             | Toyota Corolla      |
| 54   | Gr. 5 2.0   | 54  | Toyota AG Schweiz              | Friedrich Straumann Markus Hotz Walter Frey       | Toyota Corolla      |
| 55   | T 2.0       | 69  | Spiess-Tuning                  | Wolfgang Wolf Siegfried Spiess                    | VW Scirocco         |
| 56   | T 2.0       | 73  | Dipl.-G. Oettinger             |                                                   | VW Scirocco         |
| 57   | T 2.0       | 74  | Heinz Scheidtsteger            | Heinz Scheidtsteger Peter Henschel                | Ford Escort         |

### Klassensieger
| Klasse      | Fahrer            | Fahrer            | Fahrer     | Fahrzeug            | Platzierung im Gesamtklassement |
| ----------- | ----------------- | ----------------- | ---------- | ------------------- | ------------------------------- |
| Gr. 5 + 3.0 | Albrecht Krebs    | Dieter Quester    |            | BMW 3.5 CSL         | Gesamtsieg                      |
| Gr. 5 3.0   | Eckhard Schimpf   | Edgar Dören       |            | Porsche Carrera RSR | Rang 7                          |
| Gr. 5 2.0   | Jörg Denzel       | Norbert Neumann   |            | BMW 2002 TII        | Rang 13                         |
| GT + 3.0    | Helmut Kelleners  | Reinhardt Stenzel | Derek Bell | Porsche 934         | Rang 3                          |
| T/GT 3.0    | Peter Zbinden     | Edi Kofel         |            | Porsche Carrera RS  | Rang 12                         |
| T 2.0       | Rainer Zweibäumer | Peter Ernst       |            | BMW 2002 TI         | Rang 20                         |

### Renndaten
- Gemeldet: 57
- Gestartet: 44
- Gewertet: 27
- Rennklassen: 6
- Zuschauer: unbekannt
- Wetter am Renntag: warm und trocken
- Streckenlänge: 22,835 km
- Fahrzeit des Siegerteams: 6:38:20,600 Stunden
- Gesamtrunden des Siegerteams: 47
- Gesamtdistanz des Siegerteams: 1073,245 km
- Siegerschnitt: 161,656 km/h
- Pole Position: Manfred Schurti – Porsche 935 (#1) – 7:37,700 = 179,842 km/h
- Schnellste Rennrunde: Rolf Stommelen – Porsche 935 (#1) – 8:02,700 = 170,305 km/h
- Rennserie: 7. Lauf zur Sportwagen-Weltmeisterschaft 1976